# Dusona contumator
Dusona contumator là một loài tò vò trong họ Ichneumonidae.